# Río Bobonaza
Río Bobonaza är ett vattendrag i Ecuador.   Det ligger i provinsen Pastaza, i den sydöstra delen av landet, 300 km sydost om huvudstaden Quito.